# Gyurgyík László
Gyurgyík László (Ipolyság, 1954. június 18.) szociológus, egyetemi oktató.

## Élete
1973-ban az ipolysági gimnáziumban érettségizett. Az 1970-es évek végétől bekapcsolódott a Jogvédő Bizottság munkájába. 1985-ben szociológusként végzett a pozsonyi Comenius Egyetemen. 1985-1989 között a pozsonyi Agrárgazdasági Kutatóintézet munkatársa. Doktorátusát 2002-ben a Budapesti Közgazdaságtudományi és Államigazgatási Egyetemen szerezte. Disszertációjában a szlovákiai magyar lakosság asszimilációs folyamatait vizsgálta. 2004-től a komáromi Selye János Egyetem oktatója.
1989 után a Remény egyik alapító szerkesztője, illetve 1992-ig főszerkesztő-helyettese. A Magyar Kereszténydemokrata Mozgalom egyik alapító tagja. 1992-től kizárólag tudományos kutatással és oktatással foglalkozik. A Mercurius Társadalomkutató Csoport alapítója és szervező titkára, 1999-2006 között a budapesti Teleki Intézet, 2007-2011 között az Európai Összehasonlító Kisebbségkutatások Közalapítványa, 2011-től a Fórum Kisebbségkutató Intézet munkatársa.
Elsősorban népesedésszociológiával és a szlovákiai magyarság társadalmi és demográfiai szerkezetének változásaival foglalkozik.

## Elismerései
- 2005 Posonium Díj - Különdíj
- 2006 A Szlovák Köztársaság Kormányának Ezüstplakettje
- 2006 Jedlik Ányos-díj
- 2024 Magyar Érdemrend lovagkeresztje[2]

## Művei
- 1994 Magyar mérleg – A szlovákiai magyarság a népszámlálási és a népmozgalmi adatok tükrében.
- 1999 Changes in the demographic, settlement, and social structure of the minority in (Czecho)-Slovakia between 1918–1998. Institut for Central European Studies.
- 2002 Társadalom – tudomány. Tanulmányok a Mercurius Társadalomtudományi Kutatócsoport műhelyéből (tsz. Kocsis Aranka)
- 2003 Népszámlálási körkép Közép–Európából 1989–2002. (tsz. Sebők László)
- 2004 Asszimilációs folyamatok a szlovákiai magyarság körében.
- 2004 A magyarság demográfiai, település- és társadalomszerkezetének változásai. In: Fazekas József–Hunčík Péter szerk.: Magyarok Szlovákiában 1989–2004. Összefoglaló jelentés.
- 2006 Népszámlálás 2001 – A szlovákiai magyarság demográfiai, település és társadalomszerkezetének változásai az 1990-es években.
- 2008 A szlovákiai magyarok társadalomszerkezete a 90-es években. Regio 2008/4.
- 2009 A szlovákiai magyarság demográfiai folyamatai. Archiválva 2015. július 13-i dátummal a Wayback Machine-ben In: Tóth Károly ed.: Hatékony érdekérvényesítést - A Szlovákiai Magyarok Kerekasztala előadásai és dokumentumai. Somorja, Fórum Kisebbségkutató Intézet.
- 2010 Párhuzamok és különbségek - A második világháború utáni erdélyi és szlovákiai magyar népességfejlődés összehasonlító elemzése. (tsz. Kiss Tamás)
- 2010 Demográfiai folyamatok, etno-kulturális és társadalmi reprodukció. Demografické procesy, etnokulturálna a spoločenská reprodukcia. In: Bitskey Botond szerk.: Határon túli magyarság a 21. században. (tsz. Horváth István - Kiss Tamás)
- 2011 The demographic Development of the Hungarian Minority Hungarian Communities of Slovakia in the 20.th Century. In: Szarka László ed.: A Multiethnic Region and Nation-State in East-Central Europe.
- 2012 Népszámlálás 2011 - Kik vagytok, ismeretlenek? Fórum Társadalomtudományi Szemle 2012/2.
- 2013 A szlovákiai magyarság népesedési folyamatai a 20. században.
- 2014 A szlovákiai magyarság demográfiai folyamatai 1989-től 2011-ig.
- 2014 A vegyes házasságok (házasságkötések) alakulása Szlovákiában, különös tekintettel a magyar lakosságra. Fórum Társadalomtudományi Szemle 2014/2.
- 2017 Szlovákia lakosságának községsoros nemzetiségi összetétele az 1970. és az 1980. évi népszámlálás alapján. Somorja.